# Северна Македонија на Олимпијским играма
Северна Македонија први пут је као самостална држава под именом Бивша Југословенска Република Македонија (БЈРМ) учествовала на олимпијским играма на Летњим Олимпијским играма у Атланти 1996.
Од Олимпијских игара 1920 македонски спортисти учествовали су у саставу:
- СФРЈ (1920—1988)
- Независни учесници (1992)
- Македонија (1996—2016)
- Северна Македонија (2020—)

У периоду од Олимпијских игара у Атланти 1996. до Токија 2020. македонски спортисти освојили су укупно 2 медаље.

## Медаље

### Медаље освојене на ЛОИ
| Учешће и освојене медаље Македоније на ЛОИ |                              |        |      |      |        |       |        |        |        |         |
| ЛОИ                                        | Носилац заставе              | Учешће | Муш. | Жене | спорт. | Злато | Сребро | Бронза | Укупно | Пласман |
| 1996. Атланта                              | Владимир Богоевски           | 11     | 8    | 3    | 4      | 0     | 0      | 0      | 0      | -       |
| 2000. Сиднеј                               | Лазар Поповски               | 10     | 6    | 4    | 5      | 0     | 0      | 1      | 1      | 71      |
| 2004. Атина                                | Благоје Георгијевски         | 10     | 7    | 3    | 5      | 0     | 0      | 0      | 0      | -       |
| 2008. Пекинг                               | Атанас Николовски            | 7      | 5    | 2    | 5      | 0     | 0      | 0      | 0      | -       |
| 2012. Лондон                               | Марко Блажевски              | 4      | 2    | 2    | 2      | 0     | 0      | 0      | 0      | -       |
| 2016. Рио де Жанеиро                       | Анастасија Богдановски       | 6      | 2    | 4    | 4      | 0     | 0      | 0      | 0      |         |
| 2020. Токио                                | Дејан Георгиевски            |        |      |      |        |       |        |        |        |         |
| 2024. Париз                                | Дарио Ивановски Миљана Рељић |        |      |      |        |       |        |        |        |         |
| 2028. Лос Анђелес                          | предстојећи догађај          |        |      |      |        |       |        |        |        |         |
| 2032. Бризбејн                             | предстојећи догађај          |        |      |      |        |       |        |        |        |         |
| Укупно                                     | 6                            | 48     | 30   | 18   |        | 0     | 0      | 1      | 1      |         |

### Преглед учешћа спортиста и освајача медаља по спортовима на ЛОИ
Стање после ЛОИ 2016.
| Спорт        | Период | Период   | Укупно | Мушки | Жене | Злато | Сребро | Бронза | Укупно |
| Спорт        | Прво   | Последње | Укупно | Мушки | Жене | Злато | Сребро | Бронза | Укупно |
| ------------ | ------ | -------- | ------ | ----- | ---- | ----- | ------ | ------ | ------ |
| Атлетика     | 2000   | 2016     | 9      | 4     | 5    | 0     | 0      | 0      | 0      |
| Кајак и кану | 1996.  | 2008.    | 4      | 3     | 1    | 0     | 0      | 0      | 0      |
| Пливање      | 1996.  | 2016.    | 12     | 6     | 6    | 0     | 0      | 0      | 0      |
| Рвање        | 1996   | 2008.    | 7      | 7     | 0    | 0     | 0      | 1      | 1      |
| Стрељаштво   | 1996.  | 2016.    | 4      | 2     | 2    | 0     | 0      | 0      | 0      |
| Џудо         | 2016   | 2016     | 1      | 0     | 1    | 0     | 0      | 0      | 0      |
| Укупно (6)   |        |          | 37     | 22    | 15   | 0     | 0      | 1      | 1      |

Разлика у горње две табеле од 11 учесника (8 мушкараца и 3 жена) настала је у овој табели јер је сваки спортиста без обриза колико је пута учествовао на играма и у колико разних дисциплина и спортова на истим играма рачунат само једном.

### Освајачи медаља на ЛОИ
| Медаља | Име(на)           | Игре         | Спорт    | Дисциплина                   |
| ------ | ----------------- | ------------ | -------- | ---------------------------- |
| Сребро | Дејан Георгиевски | 2020. Токио  | Теквондо | Преко 80 кг за мушкарце      |
| Бронза | Мохамед Ибрахимов | 2000. Сиднеј | Рвање    | Мушки слободан стил до 85 кг |

## Зимске олимпијске игре

### Медаље освојене на ЗОИ
| Учешће и освојене медаље Македоније на ЗОИ |                     |        |      |      |        |       |        |        |        |         |
| ЗОИ                                        | Носилац заставе     | Учешће | Муш. | Жене | спорт. | Злато | Сребро | Бронза | Укупно | Пласман |
| 1998. Нагано                               | Ђоко Динески        | 3      | 2    | 1    | 2      | 0     | 0      | 0      | 0      | -       |
| 2002. Солт Лејк Сити                       | Јана Николовска     | 2      | 2    | 0    | 2      | 0     | 0      | 0      | 0      | -       |
| 2006. Торино                               | Ђорђи Марковски     | 3      | 2    | 1    | 2      | 0     | 0      | 0      | 0      | -       |
| 2010. Ванкувер                             | Антонио Ристевски   | 3      | 2    | 1    | 2      | 0     | 0      | 0      | 0      | -       |
| 2014. Сочи                                 | Дарко Дамјановски   | 3      | 2    | 1    | 2      | 0     | 0      | 0      | 0      | -       |
| 2018. Пјонгчанг                            | Ставре Јада         | 3      | 2    | 1    | 2      | 0     | 0      | 0      | 0      | -       |
| 2022. Пекинг                               |                     |        |      |      |        |       |        |        |        |         |
| 2026. Милано и Кортина                     | предстојећи догађај |        |      |      |        |       |        |        |        |         |
| 2030. Француски Алпи                       | предстојећи догађај |        |      |      |        |       |        |        |        |         |
| 2034. Солт Лејк Сити                       | предстојећи догађај |        |      |      |        |       |        |        |        |         |
| Укупно (6)                                 |                     | 17     | 12   | 5    |        | 0     | 0      | 0      | 0      |         |

### Преглед учешћа спортиста и освајача медаља по спортовима на ЗОИ
После ЗОИ 2018.
| Спорт           | Период | Период   | Укупно | Мушки | Жене | Злато | Сребро | Бронза | Укупно |
| Спорт           | Прво   | Последње | Укупно | Мушки | Жене | Злато | Сребро | Бронза | Укупно |
| --------------- | ------ | -------- | ------ | ----- | ---- | ----- | ------ | ------ | ------ |
| Алпско скијање  | 1998   | 2018.    | 7      | 5     | 2    | 0     | 0      | 0      | 0      |
| Скијашко трчање | 1994   | 2018.    | 6      | 3     | 3    | 0     | 0      | 0      | 0      |
| Укупно (2)      |        |          | 13     | 8     | 5    | 0     | 0      | 0      | 0      |

Разлика у горње две табеле у 4 учесника настала је у овој табели јер је сваки спортиста без обзира колико је пута учествовао на играма и у колико разних спортова на истим играма рачунат само једном
Посебан списак спортиста из Социјалистичке Републике Македоније који су учествовали на Олимпијским играма у саставу репрезентације СФР Југославије и освајали медаље.
| Медаља | Име(на)              | Игре              | Спорт   | Дисциплина                            |
| ------ | -------------------- | ----------------- | ------- | ------------------------------------- |
| Сребро | Благоје Видинић      | 1956. Мелбурн     | Фудбал  | Мушка екипа                           |
| Злато  | Благоје Видинић      | 1960. Рим         | Фудбал  | Мушка екипа                           |
| Сребро | Благоје Георгијевски | 1976. Монтреал    | Кошарка | Мушка екипа                           |
| Бронза | Аце Русевски         | 1976. Монтреал    | Бокс    | Мушки лака категорија                 |
| Бронза | Шабан Сејди          | 1980. Москва      | Рвање   | Мушки слободан стил лака категорија   |
| Злато  | Шабан Трстена        | 1984. Лос Анђелес | Рвање   | Мушки слободан стил лака категорија   |
| Сребро | Реџеп Реџеповски     | 1984. Лос Анђелес | Бокс    | Мушки мува категорија                 |
| Бронза | Азиз Салиху          | 1984. Лос Анђелес | Бокс    | Мушки супертешка категорија           |
| Бронза | Милко Ђуровски       | 1984. Лос Анђелес | Фудбал  | Мушка екипа                           |
| Бронза | Шабан Сејди          | 1984. Лос Анђелес | Рвање   | Мушки слободан стил велтер категорија |
| Сребро | Стојна Вангеловска   | 1988. Сеул        | Кошарка | Женска екипа                          |
| Сребро | Шабан Трстена        | 1988. Сеул        | Рвање   | Мушки слободан стил 52 кг             |

### Укупно медаље на ОИ
После ЛОИ 2020.
| ОИ     |   |   |   |   |
| ------ | - | - | - | - |
| ЛОИ    | 0 | 1 | 1 | 2 |
| ЗОИ    | 0 | 0 | 0 | 0 |
| Укупно | 0 | 1 | 1 | 2 |

## Занимљивости
- Најмлађи учесник: Мирјана Бошевски, 15 година и 26 дана Атланта 1996. пливање
- Најстарији учесник: Валериј Верхушин, 36 година и 144 дана Атланта 1996. рвање
- Највише учешћа: Лазар Поповски кану 4 (1992, 1996, 2000, 2004)
- Највише медаља: Мохамед Ибрахимов и Дејан Георгиевски (1)
- Прва медаља: Мохамед Ибрахимов рвање
- Прво злато: -
- Најбољи пласман на ЛОИ: 71 Сиднеј 2000.
- Најбољи пласман на ЗОИ: -